# Umberto Santillo
Umberto Santillo (La Spezia, 14 gennaio 1912 – ...) è stato un calciatore italiano, di ruolo difensore.
Fratello minore di Gennaro, era conosciuto anche come Santillo II.

## Carriera
Disputa nove campionati con lo Spezia per un totale di 195 presenze, debuttando in Serie B nel 1930-1931 e giocando complessivamente 157 gare in sette campionati cadetti.
Nella stagione 1940-1941 è al Grosseto in Serie C.

## Palmarès

### Club

#### Competizioni nazionali
- Serie C: 2

Spezia: 1935-1936, 1939-1940